# Arquidiocese de Vercelli
A Arquidiocese de Vercelli (Archidiœcesis Vercellensis), é uma circunscrição eclesiástica da Igreja Católica na Itália, pertencente à Província Eclesiástica de Turim e à Conferenza Episcopale Italiana.
Em 2004 contava 179.000 de batizados numa população de 181.000 de habitantes. É atualmente governada pelo arcebispo Marco Arnolfo.

## Territorio
A Sé està na cidade de Vercelli, e da arquidiocese fazem parte 118 paròquias. O território tem àrea de 1.658 km² e tem 6 vicariados:
- Buronzo-Arborio
- Gattinara-Serravalle-Sostegno
- Robbio
- Santhià
- Trino Vercellese
- Vercelli

Da Província fazem parte as Dioceses sufragàneas:
- Diocese de Alessandria,
- Diocese de Biella,
- Diocese de Casale Monferrato,
- Diocese de Novara.

## História
A diocese foi erguida no século III e o primeiro bispo certo foi Eusebio; por isso atè 1575 adotou o antigo Rito Eusebiano, quando passou definitivamente ao Rito Romano.
Em 912, Papa Anastácio III deu ao bispo Regemberto o direito de usar o pálio.
Foi Papa Bonifácio VIII (1235-1303) que deu à Cidade o direito de eleição do Bispo.
Foi somente em 17 de julho 1817 que a diocese foi elevada à arquidiocese metropolitana, tendo como sufragáneas as diocese de Alessandria, de Biella, de Casale Monferrato, e de Novara.

## Cronologia a partir Arcebispos dos séculos XX
| #                   | Nome                      | Período    | Notas                                                   |
| Arcebispos          | Arcebispos                | Arcebispos | Arcebispos                                              |
| ------------------- | ------------------------- | ---------- | ------------------------------------------------------- |
|                     | Marco Arnolfo             | 2014-atual |                                                         |
|                     | Enrico Masseroni †        | 1996-2014  |                                                         |
|                     | Tarcisio Bertone, S.D.B.  | 1991-1995  | Nomeado Secretário da Congregação para a Doutrina da Fé |
|                     | Albino Mensa †            | 1966-1991  |                                                         |
|                     | Francisco Imberti †       | 1945-1966  |                                                         |
|                     | Giacomo Montanelli †      | 1929-1944  |                                                         |
|                     | Giovanni Gamberoni †      | 1917-1929  |                                                         |
|                     | Teodoro Valfre di Bonzo † | 1905-1916  | Nomeado Núncio Apostólico na Áustria                    |
|                     | Carlo Pampirio, O.P. †    | 1889-1904  |                                                         |
| Arcebispo-coadjutor |                           |            |                                                         |
|                     | Giacomo Montanelli †      | 1928-1929  |                                                         |